# Поповяне
Поповяне е село в Западна България, Софийска област, община Самоков.

## География
Разположено е в полите на планината Плана и източния край на Самоковското поле. Също така се намира в близост до планините Витоша, Рила и Верила, като всяка една от тях може да бъде видяна от високите части на селото.
Климатът през зимата е мек, а през лятото – умерен до топъл. Няма индустриални замърсители.

## Население
- 1934 г. – 1817 жители
- 1946 г. – 1891 жители
- 1956 г. – 1587 жители
- 1975 г. – 727 жители
- 1992 г. – 455 жители
- 2001 г. – 384 жители
- 2011 г. – 296 жители
- 2021 г. – 306 жители
- 2022 г. – 337 жители

## Обществени институции
- Читалище „Светлина“

## Културни и природни забележителности
В селото се намира църквата „Свети Архангел Михаил“.

## Икономика
В селото има конна база с ездитни коне и пансион за коне на територията на стопанската коооперация.

## Редовни събития
- Всяка година на 6 май се провежда събор в местността Св. Георги, където има и малък параклис.

## Галерия
- Снимки от село Поповяне
- Църква „Свети Архангел Михаил“
- Камбаната на църквата
- Паметник на падналите през войните жители на селото
- Читалище „Светлина“
- Пред читалището
- Красива природа
- Панорамен изглед към Поповяне
- Поповяне-едно от местата с най-много щъркели в България
- Водопад